# Comfort in Sound
Comfort in Sound è un album dei Feeder, pubblicato nell'ottobre del 2002, ed è il primo album della band senza il batterista Jon Lee, suicidatosi a gennaio dello stesso anno. Per le registrazioni venne reclutato Mark Richardson (ex-Skunk Anansie) che però ancora non fa parte ufficialmente del gruppo. Dedicato interamente all'amico scomparso, l'album vende più di 600 000 copie in tutto il mondo.

## Tracce
1. Just The Way I'm Feeling – 4:22
2. Come Back Around – 3:12
3. Helium – 3:15
4. Child In You – 3:27
5. Comfort In Sound – 3:46
6. Forget About Tomorrow – 3:51
7. Summer's Gone – 4:49
8. Godzilla – 2:05
9. Quick Fade – 4:24
10. Find The Colour – 3:47
11. Love Pollution – 4:13
12. Moonshine – 6:49